# Bahnstrecke Bedford–North Billerica
| Streckenlänge: | 13,89 km                       |                                    |                                    |
| Spurweite: | 610 mm (2-Fuß-Spur)            |                                    |                                    |
| |                                |                                    |                                    |
| Gesellschaft: | Billerica and Bedford Railroad |                                    |                                    |
| \| \| 0 \| Bedford MA \| Bedford MA \| \| \| 0½ \| Main Street (heute Great Road) \| Main Street (heute Great Road) \| \| \| 1 \| Spring Street (heute Spring Road) \| Spring Street (heute Spring Road) \| \| \| 3 \| Oak Hill \| Oak Hill \| \| \| 3½ \| Bedford Springs MA \| Bedford Springs MA \| \| \| 4 \| Cliffs \| Cliffs \| \| \| 5 \| South Billerica MA \| South Billerica MA \| \| \| 8 \| Nuttings Pond (heute Nutting Lake) \| Nuttings Pond (heute Nutting Lake) \| \| \| 9 \| Boston Road \| Boston Road \| \| \| 10½ \| Billerica MA \| Billerica MA \| \| \| 12 \| Salem Road \| Salem Road \| \| \| 12½ \| Nasons \| Nasons \| \| \| 14 \| North Billerica MA \| North Billerica MA \| |                                |                                    |                                    |
| Kopfbahnhof Streckenanfang (Strecke außer Betrieb) | 0                              | Bedford MA                         | Bedford MA                         |
| Haltepunkt / Haltestelle (Strecke außer Betrieb) | 0½                             | Main Street (heute Great Road)     | Main Street (heute Great Road)     |
| Haltepunkt / Haltestelle (Strecke außer Betrieb) | 1                              | Spring Street (heute Spring Road)  | Spring Street (heute Spring Road)  |
| Haltepunkt / Haltestelle (Strecke außer Betrieb) | 3                              | Oak Hill                           | Oak Hill                           |
| Haltepunkt / Haltestelle (Strecke außer Betrieb) | 3½                             | Bedford Springs MA                 | Bedford Springs MA                 |
| Haltepunkt / Haltestelle (Strecke außer Betrieb) | 4                              | Cliffs                             | Cliffs                             |
| Bahnhof (Strecke außer Betrieb) | 5                              | South Billerica MA                 | South Billerica MA                 |
| Haltepunkt / Haltestelle (Strecke außer Betrieb) | 8                              | Nuttings Pond (heute Nutting Lake) | Nuttings Pond (heute Nutting Lake) |
| Haltepunkt / Haltestelle (Strecke außer Betrieb) | 9                              | Boston Road                        | Boston Road                        |
| Haltepunkt / Haltestelle (Strecke außer Betrieb) | 10½                            | Billerica MA                       | Billerica MA                       |
| Haltepunkt / Haltestelle (Strecke außer Betrieb) | 12                             | Salem Road                         | Salem Road                         |
| Haltepunkt / Haltestelle (Strecke außer Betrieb) | 12½                            | Nasons                             | Nasons                             |
| Kopfbahnhof Streckenende (Strecke außer Betrieb) | 14                             | North Billerica MA                 | North Billerica MA                 |

| Streckenlänge: | 12,97 km             |                                                     |                                                     |
| Spurweite: | 1435 mm (Normalspur) |                                                     |                                                     |
| |                      |                                                     |                                                     |
| Gesellschaft: | PAR                  |                                                     |                                                     |
| \| \| \| von West Cambridge \| \| \| \| 0,00 \| Bedford MA (Keilbahnhof) \| Bedford MA (Keilbahnhof) \| \| \| \| nach Middlesex Junction \| \| \| \| \| Middlesex and Boston Street Railway (Loomis Street) \| \| \| \| 1,09 \| Spring Road Crossing \| Spring Road Crossing \| \| \| 3,25 \| Bedford Springs MA \| Bedford Springs MA \| \| \| 4,97 \| South Billerica MA \| South Billerica MA \| \| \| \| Schmalspurtrasse, siehe oben \| \| \| \| 6,95 \| Turnpike \| Turnpike \| \| \| \| Middlesex and Boston Street Railway (Concord Road) \| \| \| \| 8,50 \| Billerica MA \| Billerica MA \| \| \| \| Bay State Street Railway (Main Street) \| \| \| \| 9,46 \| Bennett Hall (früher Main Street) \| Bennett Hall (früher Main Street) \| \| \| \| Streckenende südlich der Floyd Street \| \| \| \| \| Anschluss Billerica Shops \| \| \| \| \| Schmalspurtrasse, siehe oben \| \| \| \| \| von Boston \| \| \| \| 12,97 \| North Billerica MA (früher Billerica Mills) \| North Billerica MA (früher Billerica Mills) \| \| \| \| nach Lowell \| \| |                      |                                                     |                                                     |
| Strecke (außer Betrieb) |                      | von West Cambridge                                  | von West Cambridge                                  |
| Bahnhof (Strecke außer Betrieb) | 0,00                 | Bedford MA (Keilbahnhof)                            | Bedford MA (Keilbahnhof)                            |
| Abzweig geradeaus und nach links (Strecke außer Betrieb) |                      | nach Middlesex Junction                             | nach Middlesex Junction                             |
| Kreuzung (Strecken außer Betrieb) |                      | Middlesex and Boston Street Railway (Loomis Street) | Middlesex and Boston Street Railway (Loomis Street) |
| Haltepunkt / Haltestelle (Strecke außer Betrieb) | 1,09                 | Spring Road Crossing                                | Spring Road Crossing                                |
| Haltepunkt / Haltestelle (Strecke außer Betrieb) | 3,25                 | Bedford Springs MA                                  | Bedford Springs MA                                  |
| Haltepunkt / Haltestelle (Strecke außer Betrieb) | 4,97                 | South Billerica MA                                  | South Billerica MA                                  |
| Abzweig geradeaus und nach rechts (Strecke außer Betrieb) |                      | Schmalspurtrasse, siehe oben                        | Schmalspurtrasse, siehe oben                        |
| Haltepunkt / Haltestelle (Strecke außer Betrieb) | 6,95                 | Turnpike                                            | Turnpike                                            |
| Kreuzung (Strecken außer Betrieb) |                      | Middlesex and Boston Street Railway (Concord Road)  | Middlesex and Boston Street Railway (Concord Road)  |
| Bahnhof (Strecke außer Betrieb) | 8,50                 | Billerica MA                                        | Billerica MA                                        |
| Kreuzung (Strecken außer Betrieb) |                      | Bay State Street Railway (Main Street)              | Bay State Street Railway (Main Street)              |
| Haltepunkt / Haltestelle (Strecke außer Betrieb) | 9,46                 | Bennett Hall (früher Main Street)                   | Bennett Hall (früher Main Street)                   |
| |                      | Streckenende südlich der Floyd Street               |                                                     |
| Abzweig geradeaus und nach rechts |                      | Anschluss Billerica Shops                           | Anschluss Billerica Shops                           |
| Abzweig geradeaus und ehemals von rechts |                      | Schmalspurtrasse, siehe oben                        | Schmalspurtrasse, siehe oben                        |
| Abzweig geradeaus und von rechts |                      | von Boston                                          | von Boston                                          |
| Bahnhof | 12,97                | North Billerica MA (früher Billerica Mills)         | North Billerica MA (früher Billerica Mills)         |
| Strecke |                      | nach Lowell                                         | nach Lowell                                         |

Die Bahnstrecke Bedford–North Billerica ist eine Eisenbahnstrecke im Middlesex County in Massachusetts (Vereinigte Staaten). Die Strecke ist 13 Kilometer lang und verbindet die Städte Bedford und Billerica. Die normalspurige Strecke ist bis auf einen etwa drei Kilometer langen Anschluss zu den Billerica Shops stillgelegt. Das Anschlussgleis gehört den Pan Am Railways.

## Geschichte

### Schmalspurbahn
Die Stadt Billerica lag abseits der Hauptstrecke Boston–Lowell der Boston and Lowell Railroad. Es gab an dieser Strecke zwar zwei Haltepunkte, die in der Nähe der Stadt lagen, diese waren jedoch jeweils mehrere Kilometer vom Zentrum entfernt. Nachdem 1873 die Boston&Lowell auch die südlich von Billerica liegende Stadt Bedford an das Eisenbahnnetz angebunden hatte, baten die Stadtväter die Bahngesellschaft, eine Verbindungsstrecke zwischen diesen beiden Bahnstrecken durch das Zentrum von Billerica zu bauen. Die Boston&Lowell hatte kein Interesse. Der Unternehmer George Mansfield wollte nun eine Schmalspurbahn in der Spurweite von zwei Fuß (610 mm) bauen. Er erhielt im Mai 1876 die Konzession und gründete die Billerica and Bedford Railroad Company. Die Strecke wurde zügig gebaut und im Oktober 1877 zwischen Bedford und South Billerica sowie im November desselben Jahres bis North Billerica an der Boston&Lowell-Hauptstrecke eröffnet. Offenbar rentierte sich die Strecke jedoch nicht und schon ein halbes Jahr nach der Eröffnung erklärte die Bahngesellschaft den Bankrott, legte die Strecke still, baute die Gleise ab und verkaufte Gleise und Fahrzeuge zur in Bau befindlichen Bahnstrecke Farmington–Phillips der Sandy River Railroad in Maine, die ebenfalls in zwei Fuß Spurweite errichtet wurde.

### Normalspurstrecke
Wenige Jahre nach der Stilllegung kaufte die Boston&Lowell den südlichen Teil der Trasse und baute die Strecke in Normalspur wieder auf. Zwischen South Billerica und North Billerica verlief die neue Strecke jedoch nicht östlich am Stadtzentrum vorbei wie die Schmalspurbahn, sondern westlich, was die Streckenlänge um etwa einen Kilometer verkürzte. Sie wurde am 30. April 1885 eröffnet. Den Betrieb führte ab 1887 die Boston and Maine Railroad, die die Boston&Lowell gepachtet hatte.
Es gab zwar einige durchlaufende Züge von Boston nach Lowell, die über Bedford und Billerica verkehrten, die Fahrzeit auf der Hauptstrecke war jedoch wesentlich kürzer und so wurde die Strecke kaum genutzt. 1933 stellte die Bahngesellschaft den spärlichen Personenverkehr ganz ein. Der durchlaufende Güterverkehr endete 1962 und die Strecke wurde zwischen Bedford und Billerica stillgelegt, 1980 auch zwischen dem Bahnhof Billerica und dem Haltepunkt Bennett Hall. Seither endet das Streckengleis südlich der Floyd Street. Der verbleibende Teil der Strecke dient als westliche Zufahrt zu den Billerica Shops, einer der Hauptwerkstätten der Bahngesellschaft. 1983 übernahm die Guilford Transportation die Boston&Maine und damit die restliche Strecke. Die Bahngesellschaft firmiert seit 2006 unter dem Namen Pan Am Railways, mit Hauptsitz in den Anlagen der Billerica Shops.

## Streckenbeschreibung
Die Strecke beginnt im Keilbahnhof Bedford, wo sie aus der Bahnstrecke West Cambridge–Middlesex Junction abzweigt und führt nordwärts. Auf dem Abschnitt bis South Billerica wird die Trasse heute als Fuß- und Radweg (Bedford Narrow Gauge Rail Trail) genutzt. Im weiteren Verlauf ist die Trasse teilweise überbaut worden. Erst nach der Querung des U.S. Highway 3 ist sie wieder als überwachsener Bahndamm sichtbar. Am früheren Bahnübergang des Middlesex Turnpike befand sich der Haltepunkt Turnpike. Der Bahnhof Billerica befand sich an der River Street. An der Bennett Hall ist noch eine Begrenzungsmauer vorhanden, die Gleisfläche wird als Parkplatz genutzt. Kurz darauf beginnt das noch heute gelegentlich genutzte Gleis. Nördlich der Floyd Street zweigt die Zufahrt zu den Billerica Shops ab und etwa zwei Kilometer weiter nördlich mündet die Strecke kurz vor dem Bahnhof North Billerica in die Hauptstrecke Boston–Lowell ein.
Die Schmalspurtrasse verlief ab South Billerica am Nordrand des Nutting Lake entlang und östlich um das Stadtzentrum herum. Mehrere Haltepunkte lagen an den kreuzenden Hauptverkehrsstraßen.

## Personenverkehr
1893 befuhren die Strecke werktags vier Züge, von denen einer über Bedford hinaus bis Boston weiterfuhr. Sonntags fuhr ein Zug, der ebenfalls nach Boston verkehrte. Die Züge endeten nicht in North Billerica, sondern fuhren nach Lowell weiter. Nach dem Ersten Weltkrieg wurde das Zugangebot deutlich reduziert und 1926 fuhr noch ein Zugpaar im werktäglichen Berufsverkehr auf der Relation Boston–Bedford–Lowell, sowie an Samstagen ein Zug von Boston über Bedford nach Billerica. 1933 wurde der Personenverkehr gänzlich eingestellt.